# Ambuyat

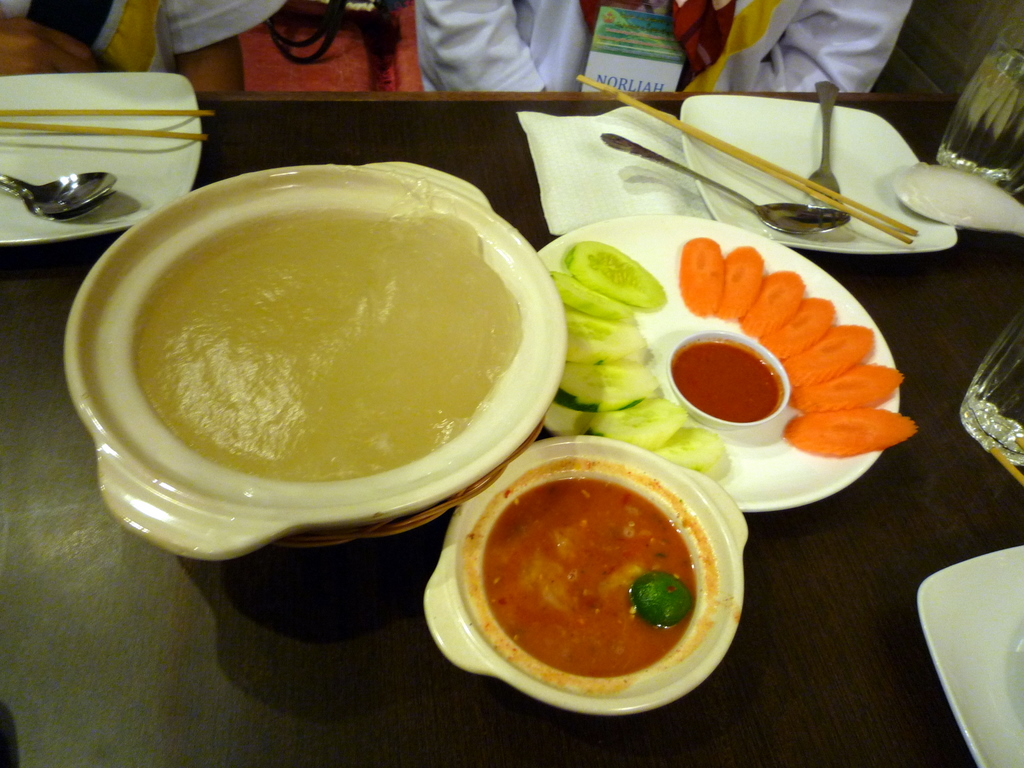
Ambuyat

Ambuyat je národní jídlo Bruneje odvozené ze sága, prášku vyráběného především z vnitřní části kmene ságových palem Metroxylon sagu. Ságo je škrobovitá, chuťově nevýrazná látka podobná tapioce. Populární je také v malajsijských státech Sarawak a Sabah a také na Labuanu, kde je někdy tento pokrm známý jako linut.

## Popis a geografické rozšíření
Ambuyat je tradiční jídlo brunejských Malajců, lidí Bisaya, etnických skupin Sama-Bajau, Kadazan-Dusun a Lun Bawang v Sarawaku, stejně jako na Labuanu a v sultanátu Brunej, kde je považováno za národní jídlo.
Ambuyat se jí bambusovými hůlkami zvanými chandas tak, že se škrob nabalí na hroty a poté se namáčí do omáčky. Těchto omáček existuje mnoho druhů, včetně krevetové pasty (sambal belecan), pasty z chilli papriček a fermentovaného durianu (sambal tempoyak), pasty z chilli a fermentované krevetové pasty (sambal cincalok) a pasty z druhu divokého manga (sambal binjai). V minulosti byl ambuyat základní stravou pro domorodé obyvatele tohoto regionu.
V některých částech východní Indonésie existuje podobný pokrm zvaný papeda, který se obvykle podává s restovaným vodním špenátem (kangkung), poupaty papáji a rybím kari s nádechem kurkumy zvané kuah ikan kuning, ochucené zelenými chilli papričkami, citronovou trávou a bobkovým listem.